# Vida Selvagem do Camboja

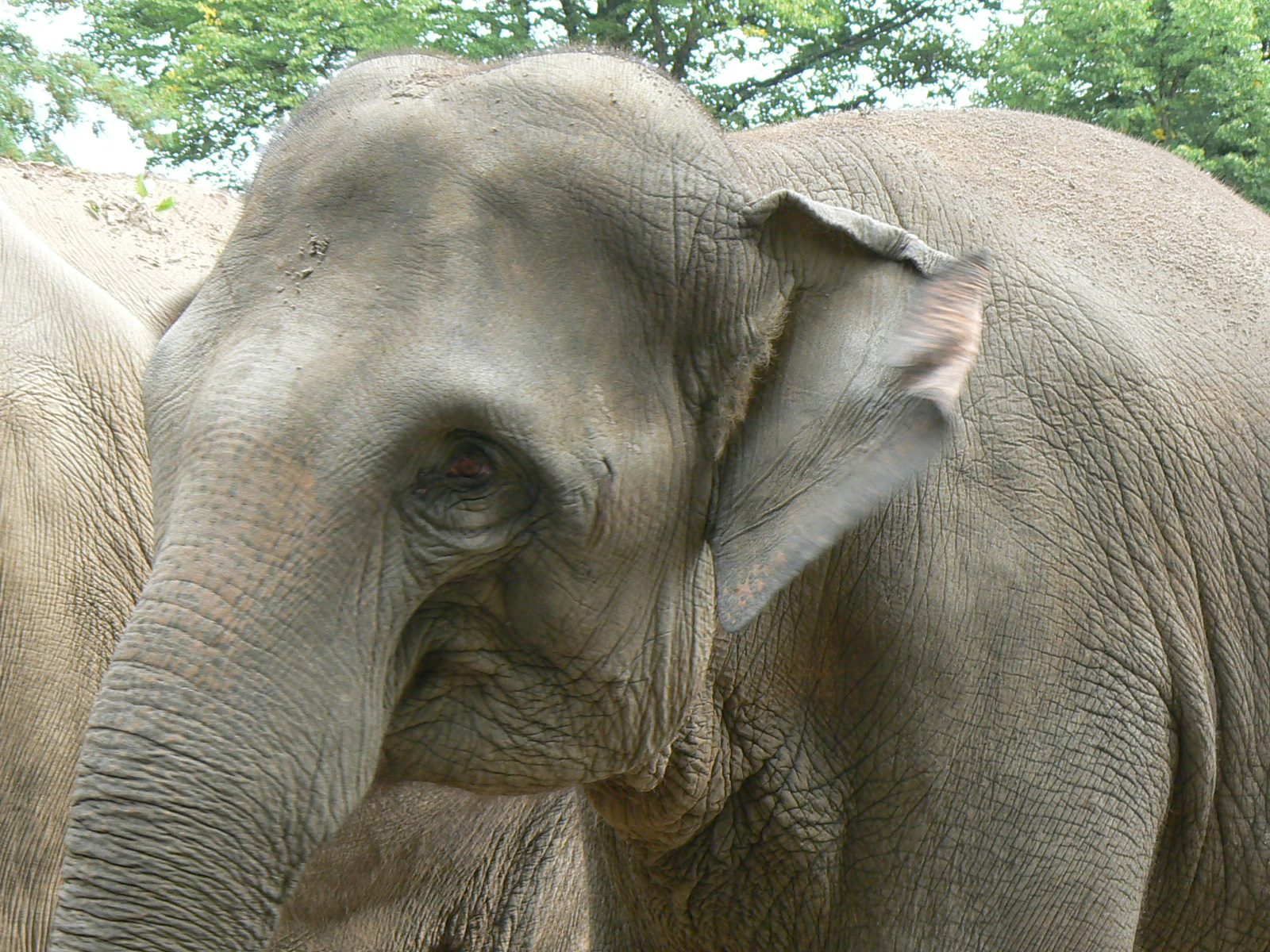
Elefante-asiático

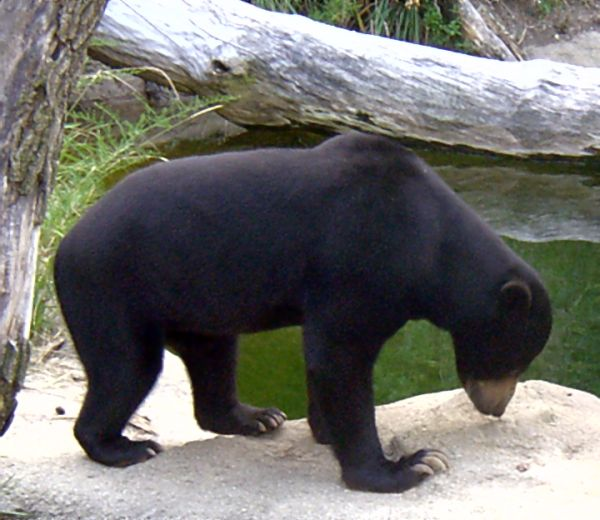
Urso-do-sol

A vida selvagem do Camboja é muito diversificada, com pelo menos 162 espécies de mamíferos, 600 espécies de aves, 176 espécies de répteis (incluindo 89 subespécies), 900 espécies de peixes de água doce, 670 espécies de invertebrados e mais do que 3000 espécies de plantas. Uma única área protegida, o Santuário de Vida Selvagem Keo Seima, é conhecida por abrigar mais de 950 espécies no total, incluindo 75 espécies que estão listadas como globalmente ameaçadas na Lista Vermelha da IUCN. Uma quantidade desconhecida de espécies permanece por ser descrita pela ciência, especialmente o grupo de insetos das borboletas e mariposas, conhecidos coletivamente como lepidópteros.
Muitas espécies no Camboja, incluindo diversas espécies endêmicas, são reconhecidas pela IUCN como vulnerável, em perigo ou em perigo crítico de extinção, devido ao desmatamento e destruição de habitat, caça furtiva, comércio ilegal de vida selvagem, agricultura, pesca e concessões florestais. A caça intensa pode já ter levado o animal nacional do Camboja, o kouprey, à extinção, além de extinguir a população de tigre do país, e reduzir criticamente os números do cervo-de-Eld, do búfalo-d'água-selvagem e do cervo-porco-da-indochina.
A vida selvagem do Camboja inclui o cão-selvagem-asiático, elefantes, cervos (sambar, cervo-de-Eld, cervo-porco-da-indochina e muntíaco), bois selvagens (bantengue e gauro), leopardos, ursos e tigres. Corvos-marinhos, grous, íbis, papagaios, pavões-verdes, faisões e patos-selvagens também são encontrados, e as cobras venenosas e constritoras são numerosas. O desmatamento, a mineração e a caça não regulamentada tem reduzido a diversidade de vida selvagem do país rapidamente.
O Camboja também é o lar de muitas espécies ameaçadas, incluindo o elefante-asiático, o crocodilo-siamês, o búfalo-d'água-selvagem e o langur-da-indochina.
Muito trabalho está sendo feito nesta área para ajudar a conservar e proteger a vida selvagem única do Camboja. As organizações de conservação da vida selvagem que operam no Camboja incluem Conservation International, World Wildlife Fund, Wildlife Conservation Society, Fauna and Flora International, BirdLife International, Wildlife Alliance, e muitas outras. Em 20 de dezembro de 2016, 163 novas espécies de animais foram relatadas no Sudeste Asiático, incluindo uma conhecida como salamandra Klingon por sua semelhança com um Klingon, raça alienígena de Star Trek.

## Ameaças
A mineração de areia em cursos de água, pesca excessiva e métodos de pesca ilícitos e tráfico ilegal de vida selvagem são as três principais ameaças à biodiversidade no Camboja. Na região das Montanhas Cardamomo, a caça furtiva por meio de armadilhas é outro fator importante no declínio da população de gibão-cristado, cão-selvagem-asiático, serow, linsangue-pintado e várias outras espécies.